# آرمین عباسی
آرمین عباسی زاده ۳۰ اردیبهشت ۱۳۸۵ ‏(۱۹ سال) بازیکن فوتبال ایرانی است که به‌عنوان دروازه‌بان برای پیکان در لیگ برتر خلیج فارس بازی می‌کند. او در تیم‌های ملی زیر ۲۰ سال و امید ایران حضور داشته است.

## دوران باشگاهی
عباسی فوتبال خود را از آکادمی‌های تهران آغاز کرد و در تیم‌های صنعت نفت تهران ، ایرانمهر ، دوستی مهر و نارنجی‌ پوشان کوهسار بازی کرد. او در سال ۱۴۰۳ به تیم جوانان پرسپولیس پیوست و در سال  ۱۴۰۴ به باشگاه فوتبال پیکان منتقل شد. عباسی در سال ۱۴۰۳ به‌عنوان یکی از چهار دروازه‌بان برتر لیگ جوانان تهران انتخاب شد .

## دوران ملی
عباسی در سال ۲۰۲۴ به تیم ملی زیر ۲۰ سال ایران دعوت شد و در مرحله مقدماتی جام ملت‌های آسیا زیر ۲۰ سال ۲۰۲۵ مقابل لائوس کلین‌شیت کرد. او در اردوی آذر ۱۴۰۳ حضور داشت و در جام ملت‌های آسیا زیر ۲۰ سال ۲۰۲۵ در ترکیب تیم بود. در سال ۱۴۰۴، او به اردوی تیم ملی امید ایران دعوت شد.

## آمار ملی
| تیم ملی          | سال        | بازی | گل |
| ---------------- | ---------- | ---- | -- |
| ایران زیر 20 سال | 2024-اکنون | 3    | 0  |
| ایران زیر 17 سال | 2023-2024  | 0    | 0  |